# Торорої великий
Торорої великий (Myrmothera simplex) — вид горобцеподібних птахів родини Grallariidae.

## Поширення
Поширений в горах південної та південно-східної Венесуели та прилеглих територіях північної Бразилії та Гаяни. Мешкає у вологих гірських лісах тепуїв, переважно на висоті від 1200 до 2400 метрів над рівнем моря.

## Підвиди
- Myrmothera simplex duidae Chapman, 1929 — південна частина Венесуела.
- Myrmothera simplex guaiquinimae Zimmer & Phelps, Sr., 1946 — південно-східна частина Венесуели.
- Myrmothera simplex simplex (Salvin & Godman, 1884) — Гран-Сабана та гора Рорайма на південному сході Венесуели та прилеглій Гаяні.
- Myrmothera simplex pacaraimae Phelps, Jr. & Dickerman, 1980 — Сьєрра-де-Пакарайма на півдні Болівара та в безпосередній близькості від Північної Бразилії.